# Mandarynki (film)
Mandarynki (gruz. მანდარინები, trb. Mandarinebi, est. Mandariinid) – gruzińsko–estoński dramat filmowy z 2013 roku w reżyserii Zazy Uruszadze.
Film opowiada o wojnie w Abchazji, kiedy jesienią 1992 dwaj plantatorzy mandarynek znajdują rannych żołnierzy walczących po przeciwnych stronach.

## Obsada

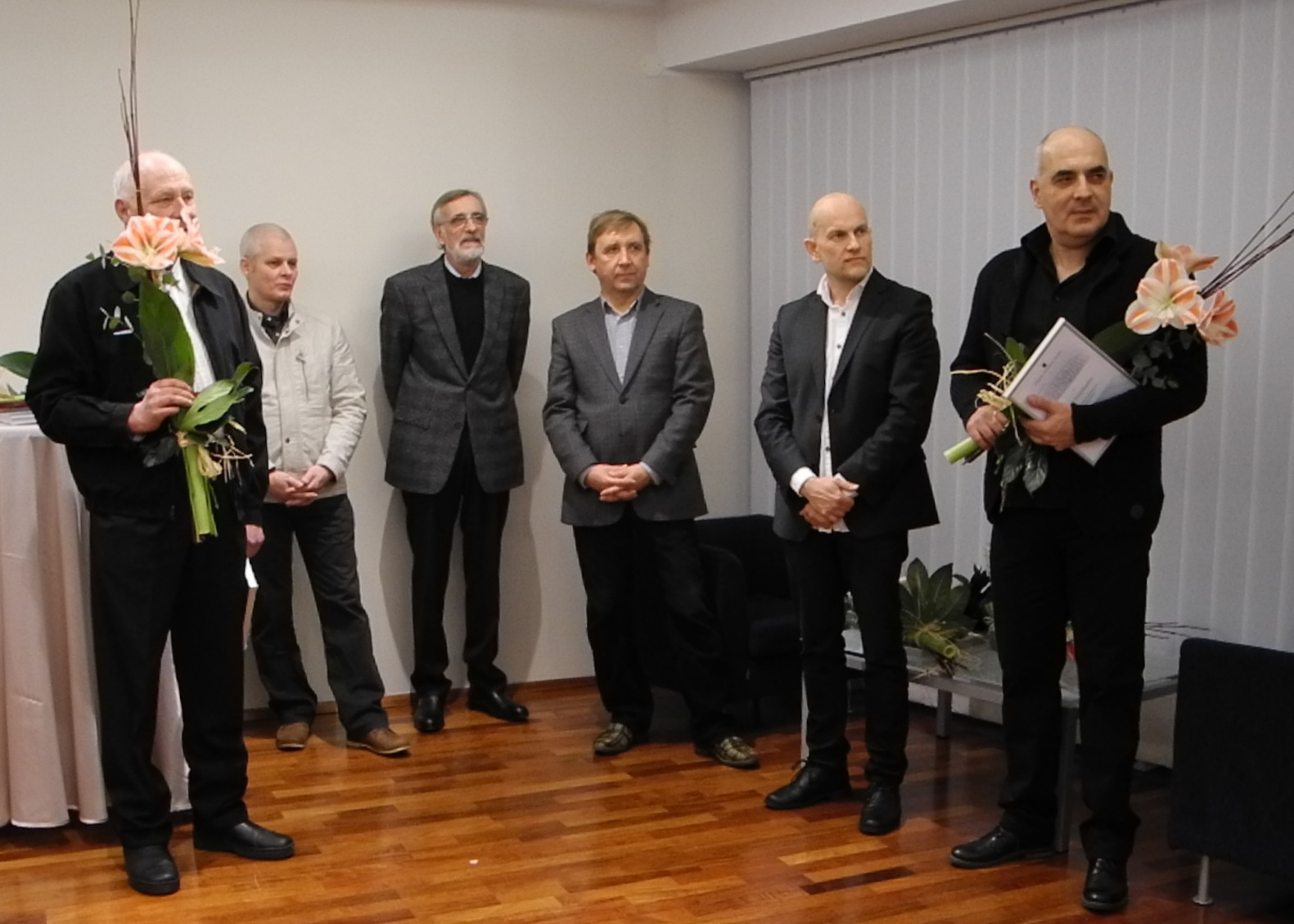
Ekipa Mandarynek w 2014

- Giorgi Nakaszidze jako Ahmed
- Elmo Nüganen jako Markus
- Raivo Trass jako Juhan
- Lembit Ulfsak jako Ivo
- Micheił Meschi jako Niko

## Inne
Film był Laureatem Nagrody Publiczności na 29. Warszawskim Międzynarodowym Festiwalu Filmowym. „Mandarynki” w roku 2015 nominowano do Złotych Globów w kategorii Najlepszy film zagraniczny oraz do Nagrody Akademii Filmowej w kategorii Najlepszy film nieanglojęzyczny.